# Melampittidae
Melampittidae — родина горобцеподібних птахів. Включає два види.

## Поширення
Ендеміки Нової Гвінеї. Трапляються у гірських дощових лісах на висоті 650-3800 м над рівнем моря.

## Види
- Чорняк великий[3] (Megalampitta gigantea)
- Чорняк малий[3] (Melampitta lugubris)

## Історія таксономії
У 1871 році Герман Шлегель описав новий вид птахів Melampitta lugubris та на основі морфологічних ознак відніс його до пітових (Pittidae). Згодом, Ернст Майр визначив, що будова сиринкса Melampitta lugubris характерна для співочих птахів. Рід Melampitta різні автори почали відносити до тимелієвих (Timaliidae), чаучилових (Orthonychidae) та Psophodidae.
Сіблі та Алквіст, після молекулярних досліджень, зближували Melampitta з апостоловими (Corcoracidae) та дивоптаховими (Paradisaeidae). У 2014 році Melampitta виокремили у родину Melampittidae, а вид Melampitta gigantea виділили у власний рід Megalampitta.